# هاري وول
هاري وول (بالإنجليزية: Harry Wall)‏ هو سياسي أمريكي، ولد في 1894. حزبياً، نشط في الحزب الجمهوري.